# 昼

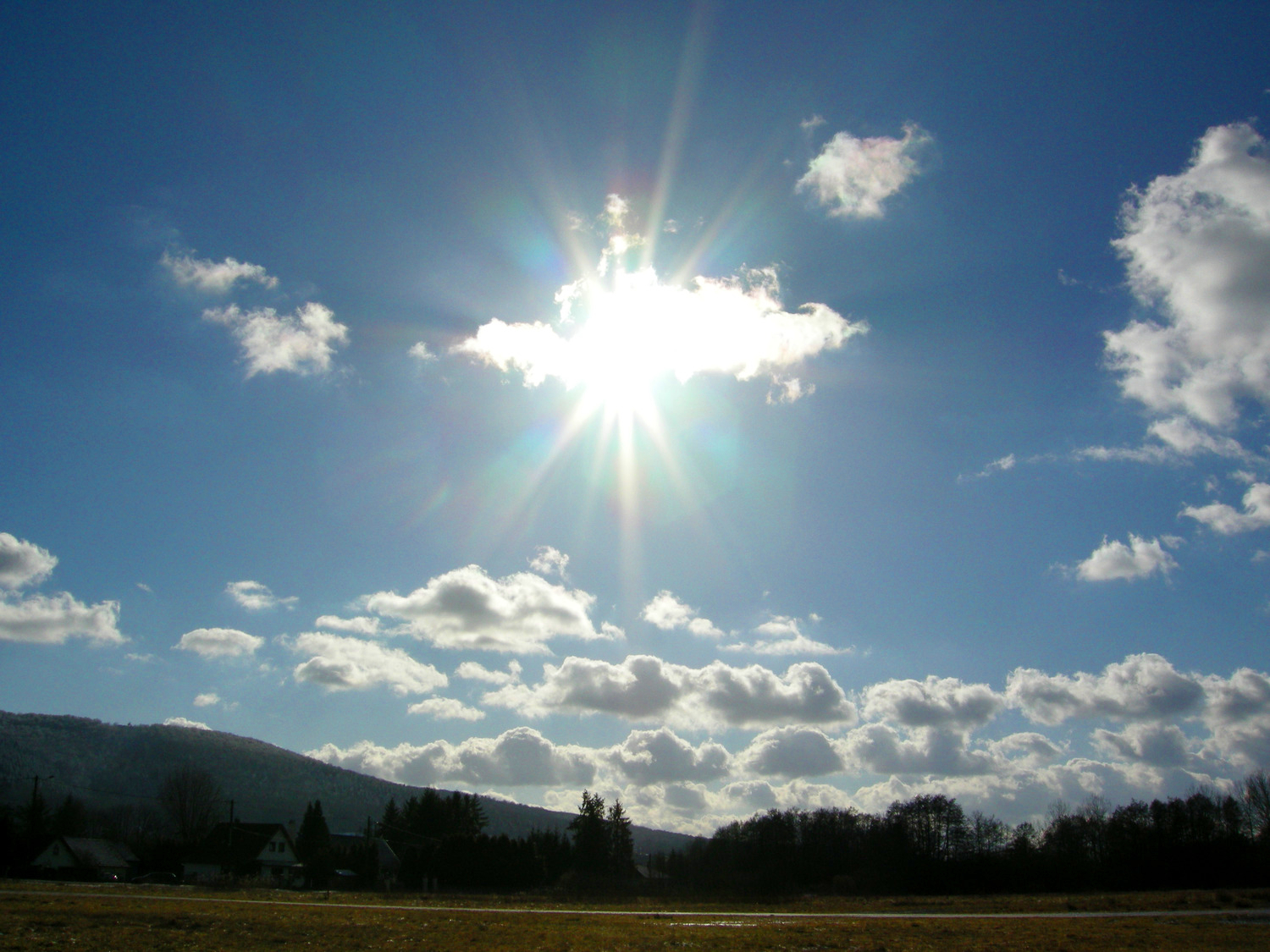
晴れた日には通常太陽があり、少量の積雲があります。

昼（ひる）、昼間（ちゅうかん、ひるま）は、太陽が地平線または水平線より上に出ている時間、あるいは日の出から日没までのことである。日中（にっちゅう）ともいう。逆に、太陽が地平線または水平線から上に出ていない時間、あるいは日没から次の日の出までのことを夜・夜間という。

## 日本語での用法
日本語では時間帯について昼という場合、二つの用法がある。
一つは夜と対立する意味での昼で、太陽が見える時間帯全てを指す。
もう一つは上記の昼から朝と夕方を区別し、残りの時間を指す場合である。この場合は太陽が見えて以後にある程度以上高く昇り、その日の南中高度に近くなった時間を指す。単に「お昼」といえば、正午前後の時間だけを指す場合もあり、昼はその前後、ある程度の幅の時間を指す。昼は日差しが強く、暑いとされる。
十二時辰では卯・辰・巳・午・未・申（午前5時から午後5時）が昼枠となる。

## 天文学

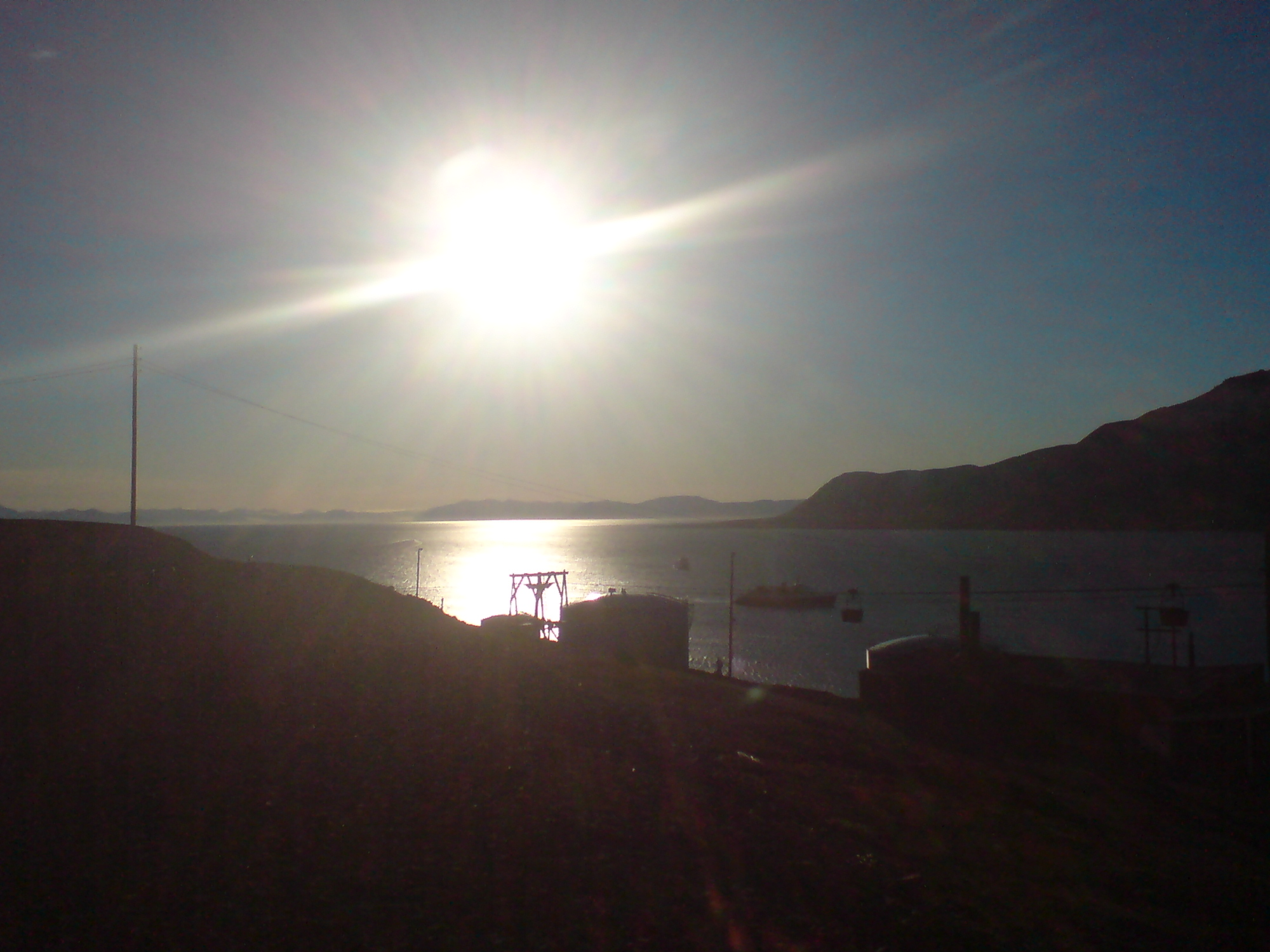
ロングイェールビーンの白夜

地球は、地軸を軌道面と垂直な方向から約23.4度傾けて、太陽の周りを自転しながら公転している。このため、太陽は、天の赤道から約23.4度傾いた黄道上を、1年かけて一周するように見え、太陽の赤緯が変化する。これにより、ある地点での昼の長さは1年周期で変化する。夏至の頃には、北半球では昼が最も長くなり、逆に南半球では最も昼が短くなる。冬至の頃にはこの逆になる。昼と夜の長さの変化は高緯度地域になるほど大きくなり、北緯66.6度以北、南緯66.6度以南では、太陽が全く沈まず、一日中昼となる白夜と、太陽が全く昇らず、一日中夜となる極夜が生じる。北極や南極に近づくほど、白夜や極夜が続く期間は長くなり、北極と南極では、1年のうち約半分は昼が続き、残り半分は夜となる。赤道では、ほとんど昼夜の長さの変化は生じない。
日の出、日の入りの定義が、太陽の中心が地平線または水平線に重なった瞬間ではなく、太陽の上端が地平線または水平線に重なった瞬間であること、さらに地平線、水平線付近では大気の影響で太陽が実際よりも上に見えることから、春分、秋分の日でも、昼と夜は同じ長さにならず、昼が少し長くなる。
太陽が沈んだ後、または昇ってくる前に、空が明るく昼に近い状態になることがある。これを薄明という。高緯度地域では、太陽が地平線と浅い角度をもって移動するようにみえるため、低緯度地域に比べて薄明が長く続く。

## 気象

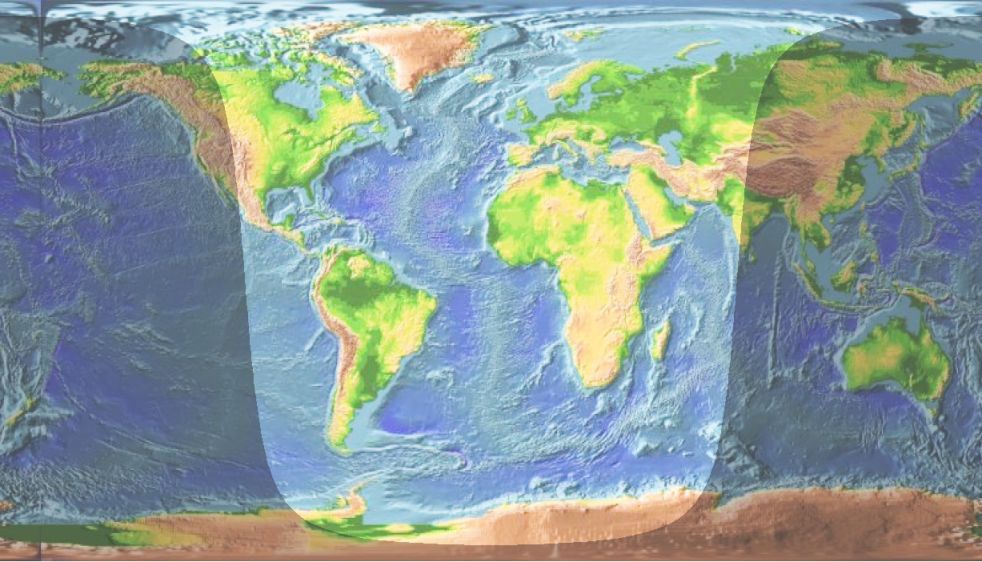
4月2日の13:00(UTC)に昼の地域

気象としては、昼間は太陽光が当たっている時間である。太陽は光源であり、同時に熱源でもあるから、その間は気温が高くなる。日の出と共に温度上昇は始まり、太陽が南中するまでは次第にその照射角が高くなるために与えられる熱は増加し、それにつれて気温も地温も上昇する。南中後は次第に照射角が小さくなるが、それでもしばらくは温度上昇があるのが普通で、一日の最高気温は午後の早くである。その後は照射角の減少と共に与えられる熱はどんどん減少し、次第に気温は低くなる。
もちろんこれは晴れた場合であり、曇りや雨の場合は日差しが当たらないだけに気温の上昇が少ないのが普通である。
気温が上昇すればそれに応じて湿度も低くなるのが普通である。しかし温度の上昇は水の蒸発を増加し、また地表温度の上昇は上昇気流を作るから、それらによって雲ができる場合もある。日本では夏の午後に生じる入道雲（積乱雲）とそれによる降雨（夕立）は、共に夏の風物詩である。

## 生物と昼
動物の中には、昼に主に活動するものと、夜に主に活動するものがいる。これをそれぞれ、昼行性動物、夜行性動物という。ヒトは元々昼行性動物であるが、火を使用し、さらに電灯などを用いるようになり、現在では昼夜を問わず活発に活動している。
植物は、昼に太陽の光を用いて光合成を行う。このため、昼には夜に比べて大気中の酸素濃度がわずかに増え、二酸化炭素濃度は減る。

### 人間と昼
人間は、昼に経済活動、文化活動などを活発に行う。世界的に、昼に仕事をしたり教育を受けたりし、夜には睡眠をとるところが多い。ただし、スペインなど、昼に数時間の昼寝（シエスタ）をとる文化もある。